# چیتورگره
چیتورگار (انگلیسی: Chittorgarh Fort) قلعه‌ای در راجستان هند است.

## نگارخانه

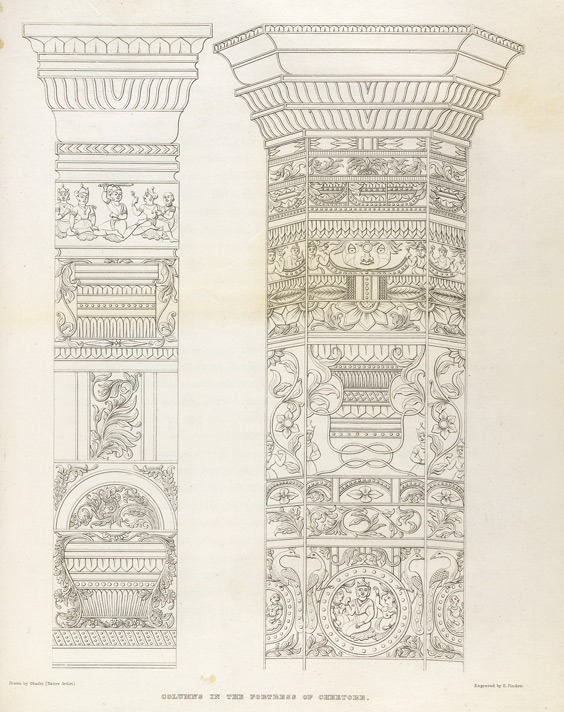
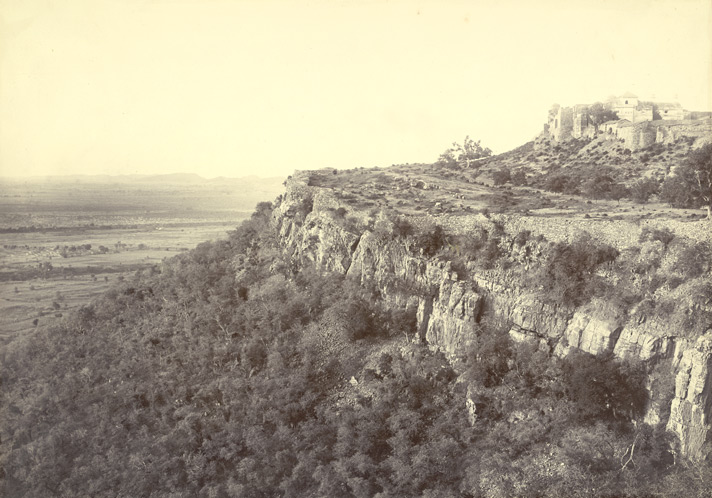
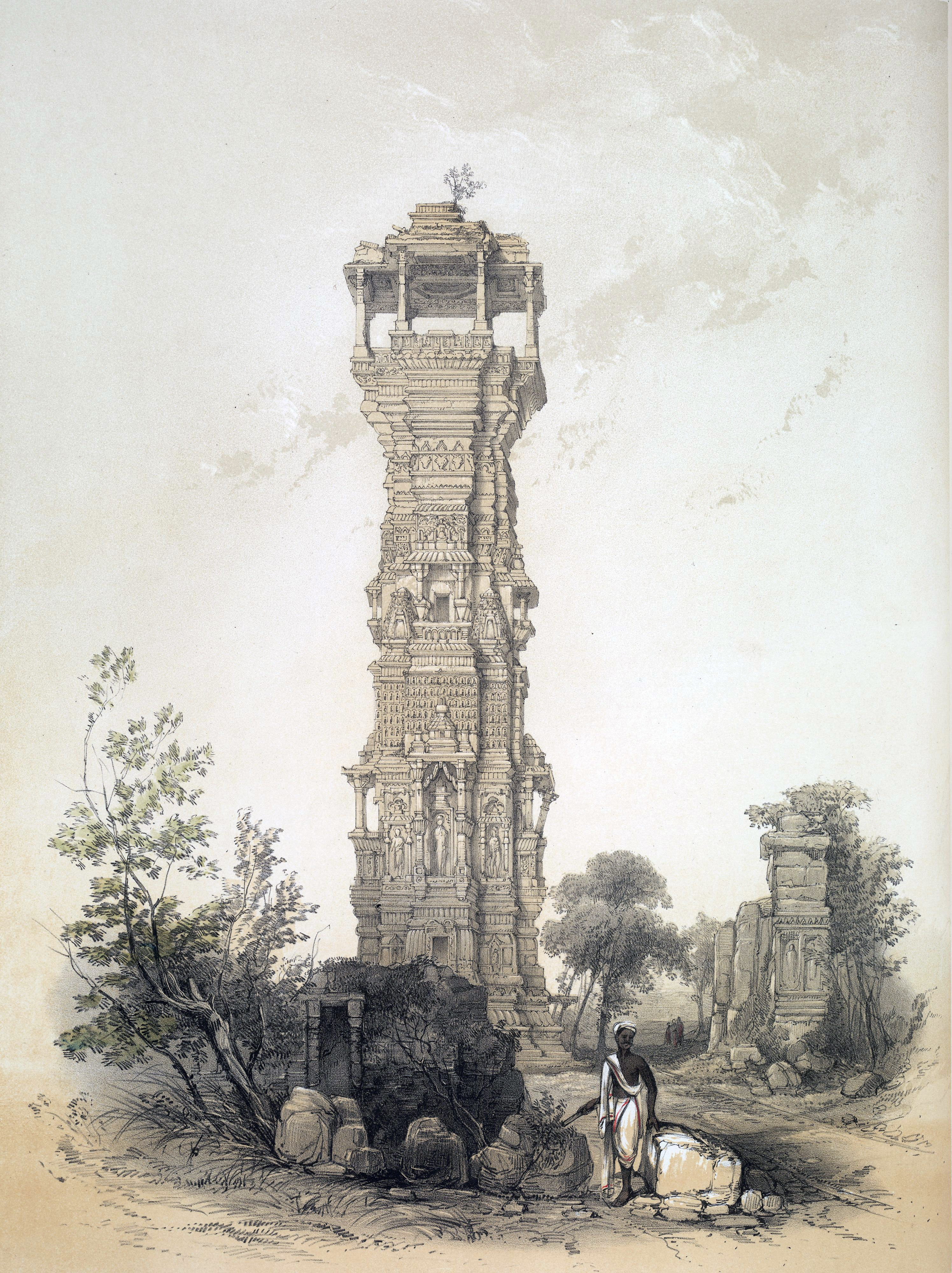
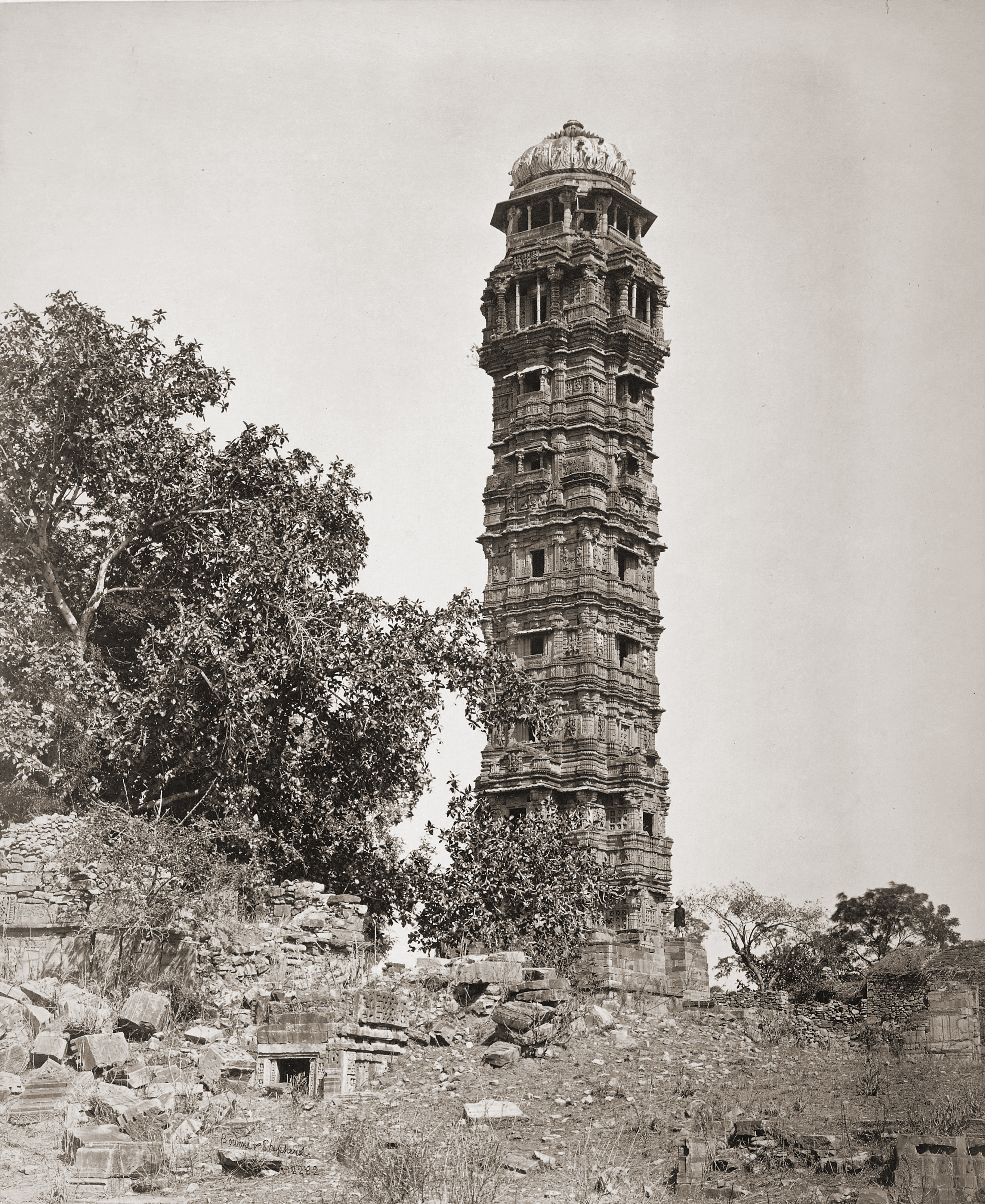
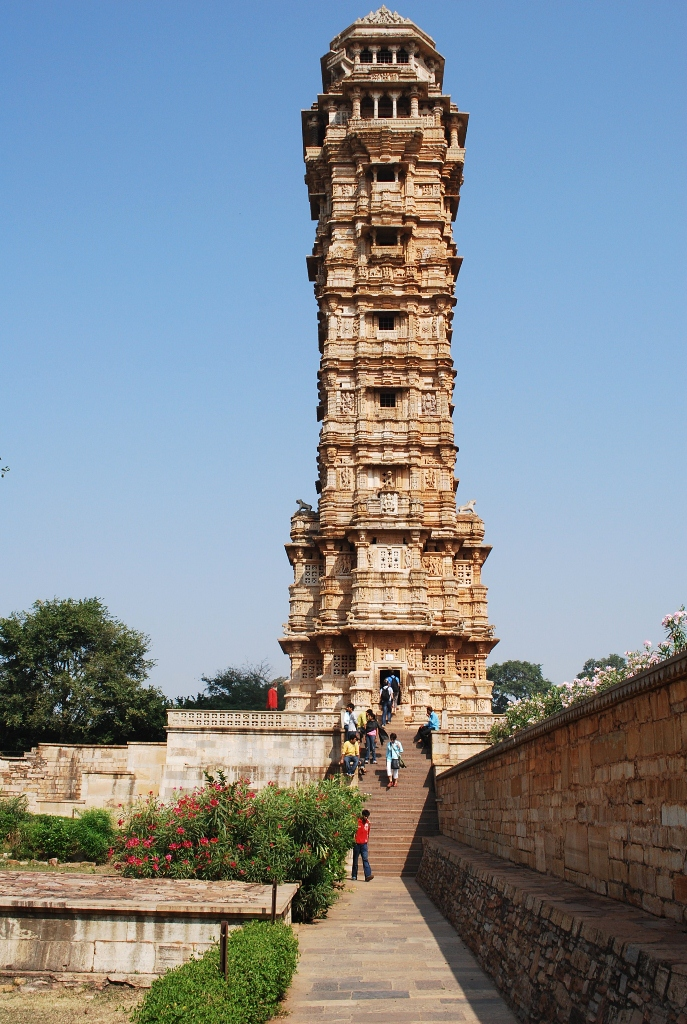
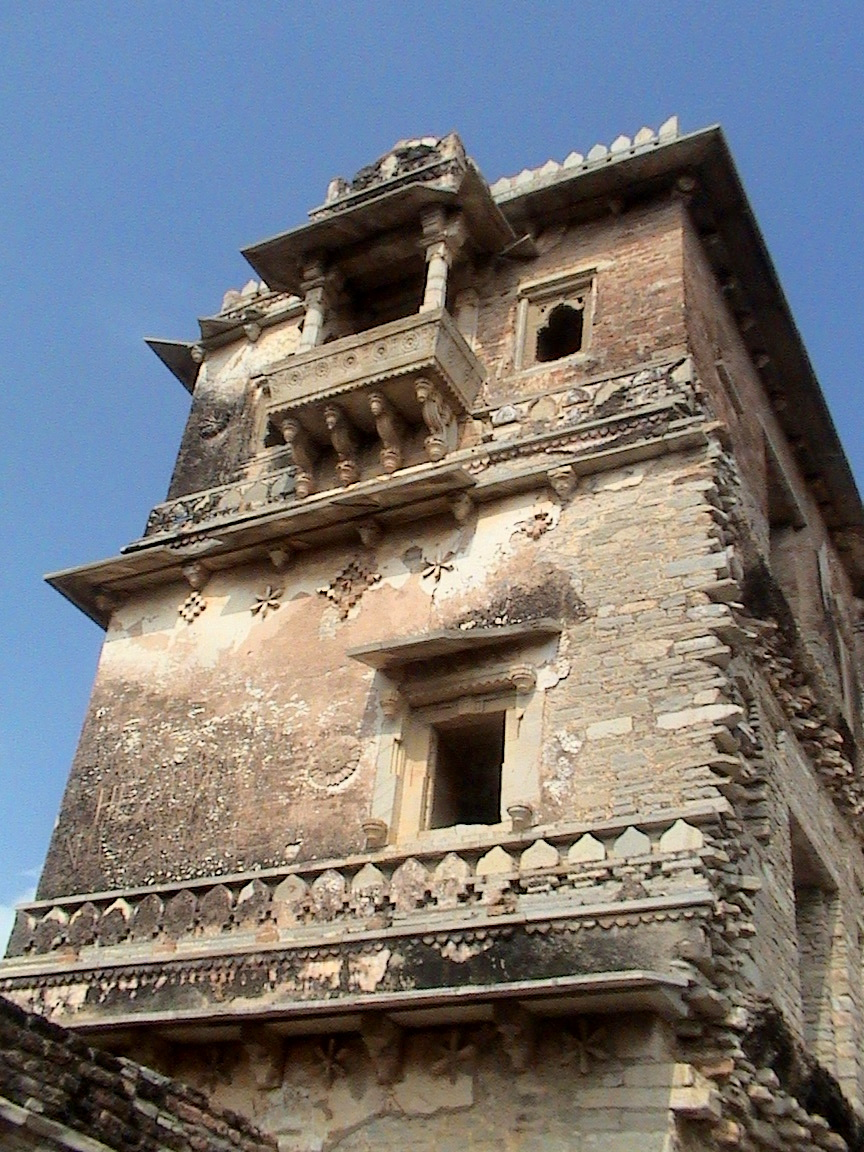
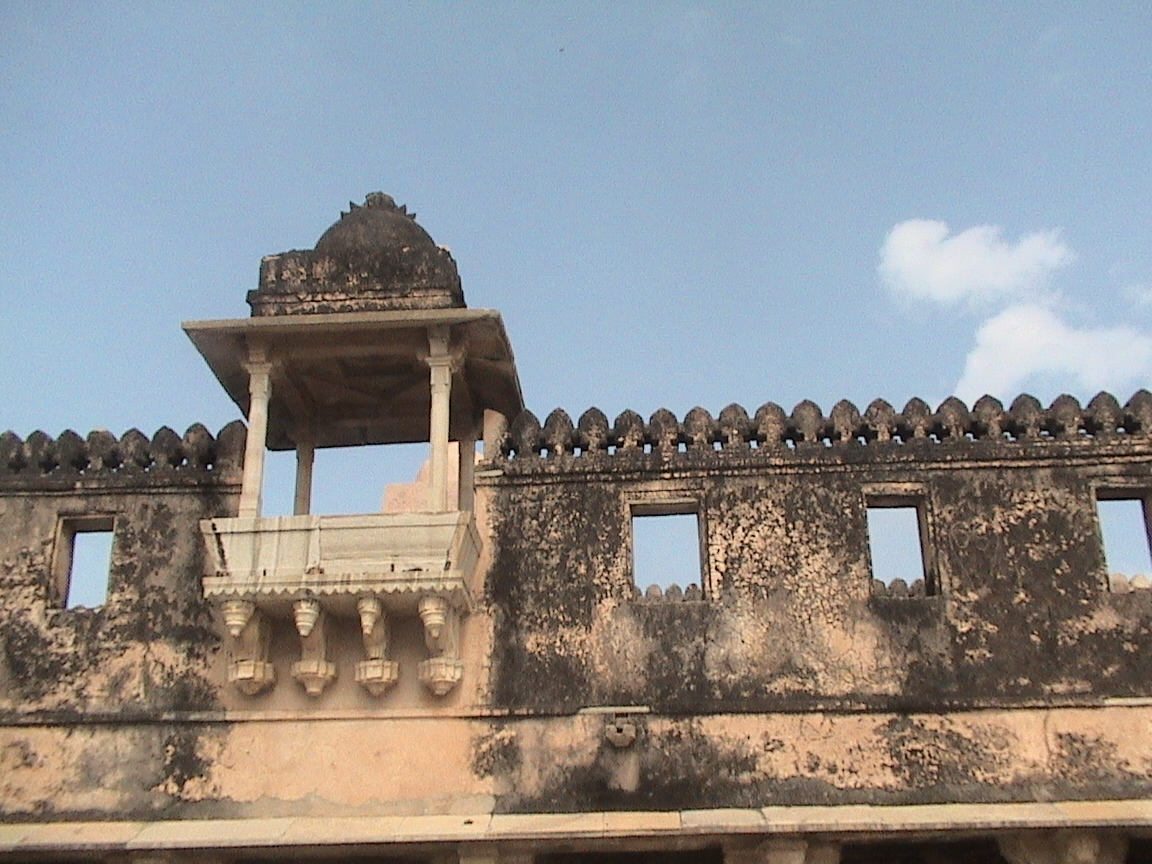
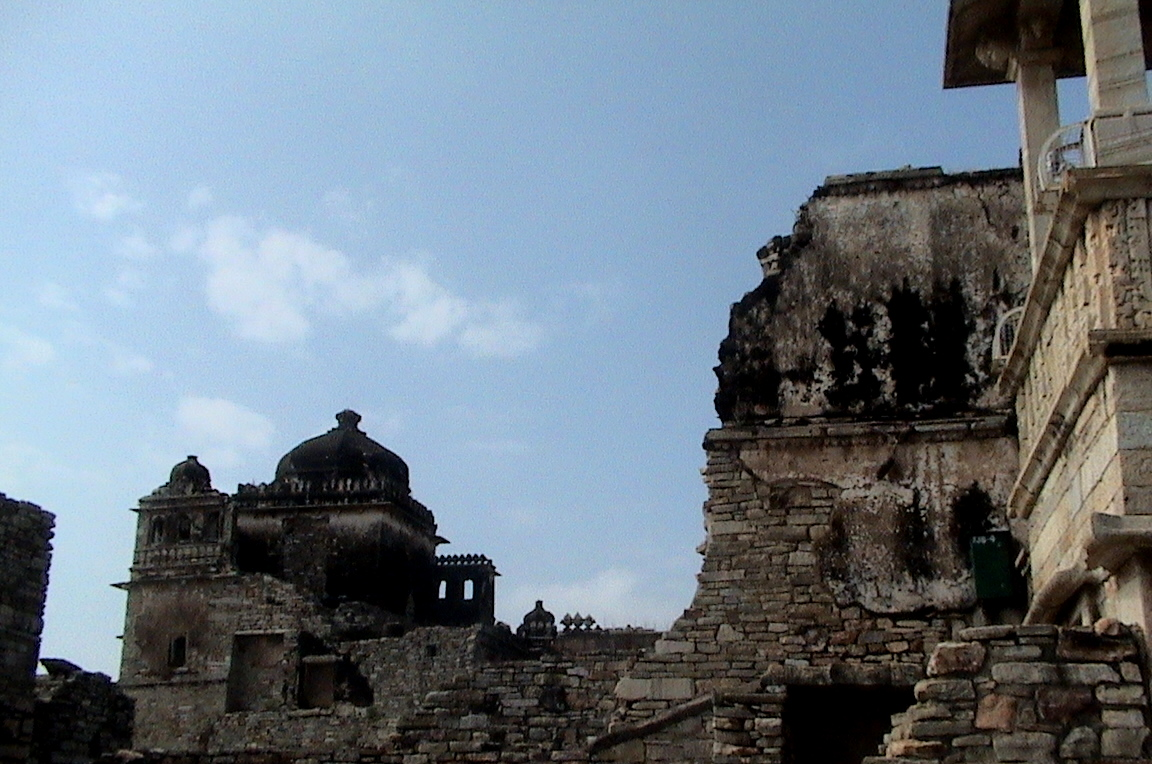
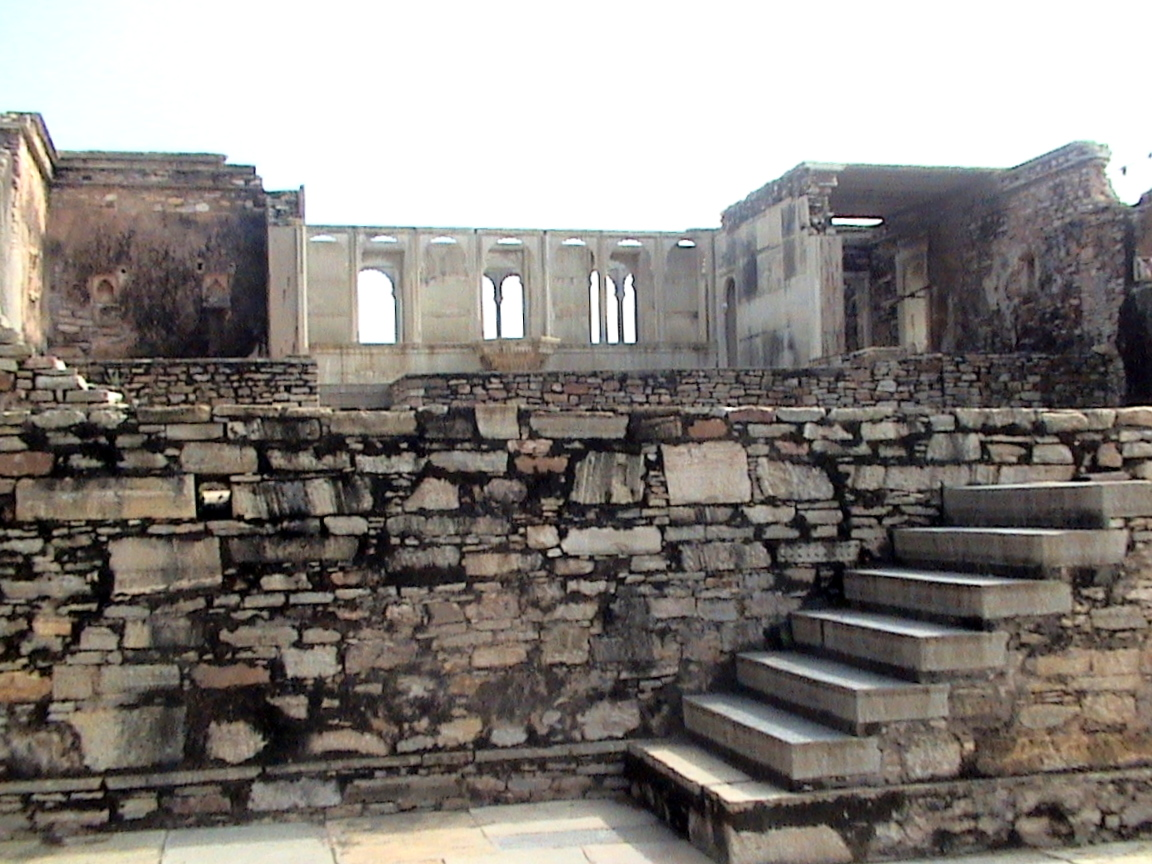
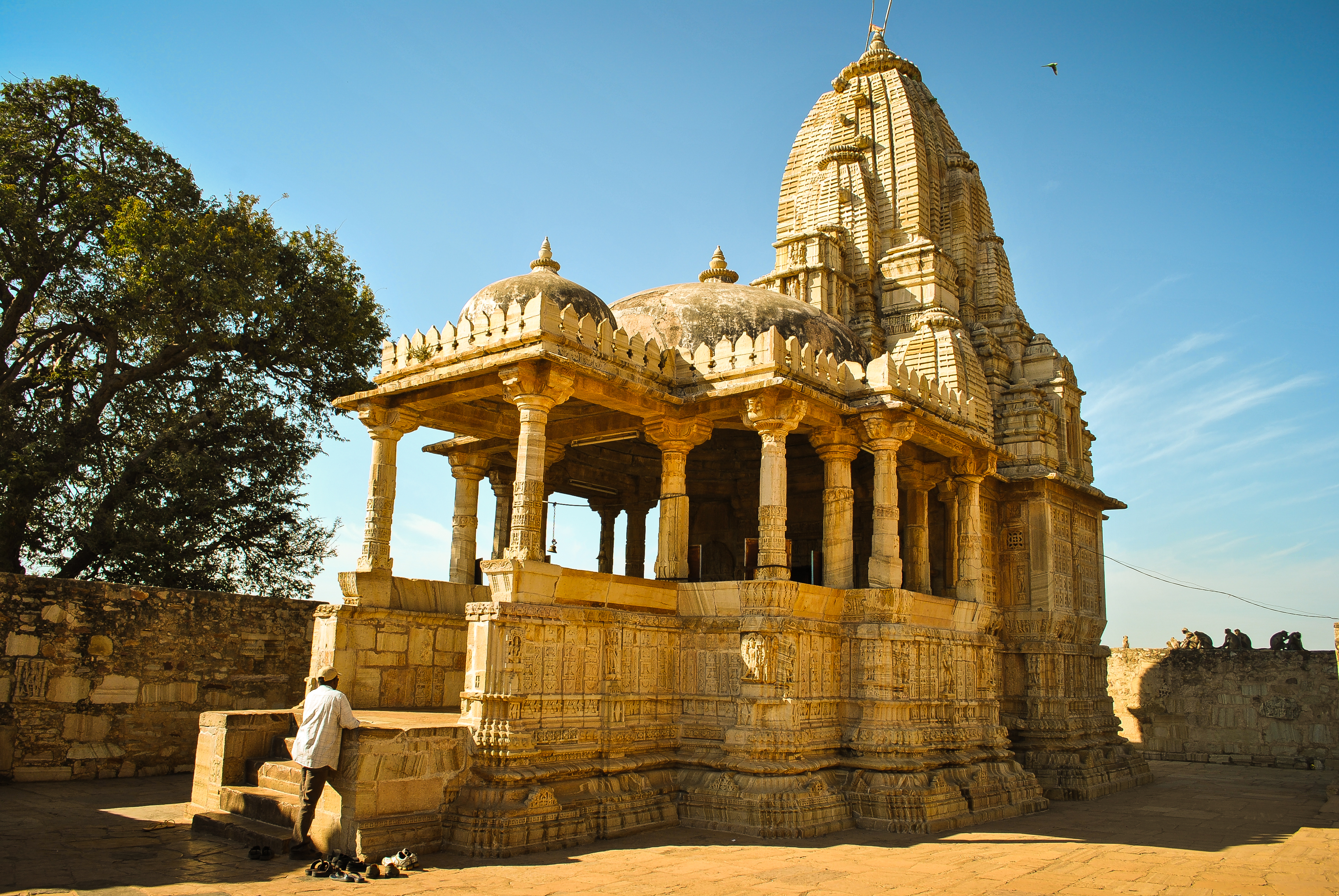
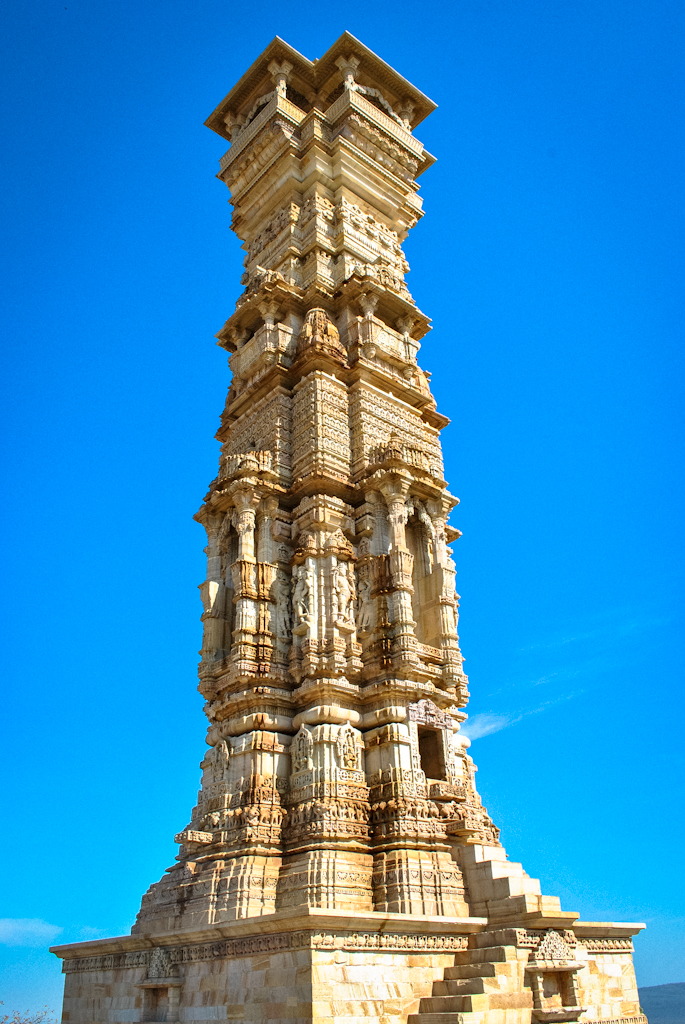